# Semiotica
La semiotica (dal greco antico σημεῖον?, sēmeîon, "segno") è la disciplina che studia i segni e il modo in cui questi hanno un senso (significazione).
Il segno è in generale qualcosa che rinvia a qualcos'altro (per i filosofi medievali aliquid stat pro aliquo), e la semiotica è la disciplina che studia i fenomeni di significazione. Per significazione s'intende ogni relazione che lega qualcosa di materialmente presente a qualcos'altro di assente (la luce rossa del semaforo significa "stop"). Ogni volta che si mette in pratica o si usa una relazione di significazione si attiva un processo di comunicazione (il semaforo è rosso, quindi il "segno" della luce rossa accesa comunica all'autista di arrestare l'auto). Le relazioni di significazione definiscono il sistema che viene ad essere presupposto dai concreti processi di comunicazione.

## Le origini
Le riflessioni sul segno hanno una lunga tradizione che percorre l'intera storia della filosofia occidentale. Anche se per l'antichità non è possibile parlare di vere e compiute teorie semiotiche, è sempre possibile ricostruire una più limitata storia delle teorie del segno. A grandi linee si può dire che nella filosofia greca (Platone, Aristotele, Stoici, Epicurei) la teoria del segno linguistico era distinta dallo studio del segno logico, collegando la parola a un meccanismo di equivalenza (p = q), mentre il segno in generale era ritenuto fondato su un processo di inferenza (“se p allora q, stante le condizioni x, y, z, n”).
Sarà con Agostino d'Ippona (354-430 d.C.) che anche la parola, o segno verbale, verrà collocata all'interno di una più generale teoria del segno, secondo una concezione di tipo inferenziale, come costante processo di rinvio (“Il segno è infatti una cosa che, oltre all'aspetto sensibile con cui si presenta, porta a pensare qualcosa di altro a partire da sé.”). La riflessione sul segno troverà interessanti spunti nelle prospettive filosofiche dell'empirismo inglese, in particolare con Francis Bacon (1561-1626) e John Locke (1632-1704). Molto importanti per la futura semiotica sono anche le riflessioni della scuola filosofica razionalista sia francese (Cartesio, 1596-1650) sia tedesca (Gottfried Wilhelm von Leibniz, 1646-1716).

## La semiotica nel XX secolo
L'inizio della semiotica contemporanea si identifica nelle opere e nelle riflessioni del filosofo statunitense Charles Sanders Peirce (1839-1914). Inizialmente con il termine semiotica si intendeva la prospettiva filosofica. Nell'uso successivo il termine semiotica è venuto solitamente a identificare le riflessioni generali teoriche e di metodo riguardo alla disciplina (quella che Umberto Eco definisce la "semiotica generale").
La linea semiotico-filosofica derivata da Peirce e dalle teorie del filosofo pragmatista statunitense Charles William Morris (1901-1979) è stata di riferimento fondamentale per la semiotica interpretativa di Umberto Eco (1932-2016) e per il lavoro del semiotico statunitense Thomas Albert Sebeok (1920-2001), ma anche per i più recenti contatti tra la semiotica, la semantica e le scienze cognitive, nel lavoro dello stesso Eco e di Patrizia Violi.
Anche se il concetto teorico portante della semiotica è certamente quello di segno e della relativa relazione segnica o semiosi, proprio perché la semiotica studia ogni fenomeno di significazione e di comunicazione si è trovata ad affrontare un oggetto di analisi in realtà più complesso del semplice oggetto teorico "segno", vale a dire il testo. Il concetto di testo (dal latino textum, "tessuto", quindi metaforicamente "trama del discorso") può essere limitato a identificare una serie di enunciati scritti autonomi e autosufficienti (questo secondo l'accezione della pragmatica linguistica). Nell'ambito semiotico la nozione di testo viene ampliata per identificare qualsiasi oggetto semiotico dotato di una particolare struttura e mirato a ottenere una particolare serie di scopi comunicativi. In questa accezione semiotica il testo non è più solo scritto, ma può essere costituito da diverse sostanze dell'espressione o forme mediali (un testo visivo può essere un dipinto così come un qualsiasi prodotto audiovisivo da un film fino a un videoclip).

## Le due visioni
Tornando alla concezione del segno, Peirce e Saussure propongono due concezioni del segno – o meglio del rapporto di significazione – abbastanza differenti. Questo non significa che le due visioni siano mutuamente esclusive e non integrabili.

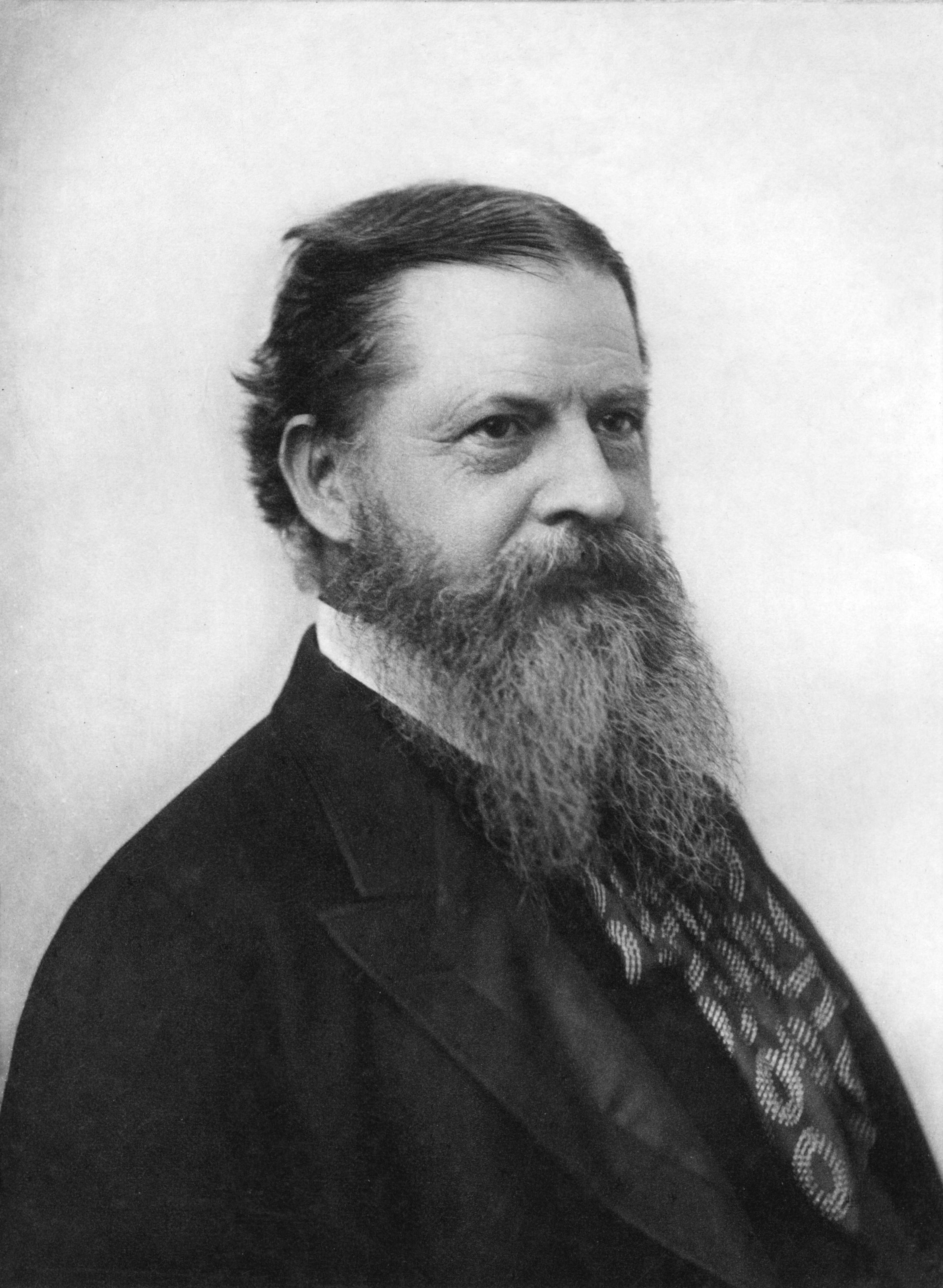
Charles Sanders Peirce

Saussure nel Corso di linguistica generale del 1916 identificava la semiologia come "la scienza che studia la vita dei segni nel quadro della vita sociale". Questa definizione, come sottolinea Eco nel Trattato di semiotica generale, ha contribuito allo sviluppo di una coscienza semiotica, anticipando e influenzando ogni successivo tentativo di inquadrare la disciplina. È nota la concezione di "segno" per Saussure, ovvero il concetto di entità a due facce, significante e significato. La differenza tra questa definizione e quella di Peirce, secondo Eco, risiede nel fatto che se il segno per Saussure ha a che vedere con un artificio comunicativo tra soggetti umani, i tre protagonisti della semiosi peirciana invece sono tre "astratte entità semiotiche" in un rapporto di dialogo che non prevede necessariamente una mente umana.
La definizione di relazione segnica o semiosi di Peirce avviene fra tre elementi: un Representamen, la parte materiale del segno; un Oggetto, il referente a cui il segno fa riferimento; e un Interpretante, ciò che deriva o viene generato dal segno. Il punto di partenza della semiosi di Peirce è nella realtà esterna (dove in Saussure il Referente aveva invece un ruolo solo accessorio nel definire la relazione tra il significante e il significato). L'Oggetto quale è nella realtà viene definito da Peirce Oggetto dinamico. A partire dall'oggetto dinamico si definisce quello che Peirce chiama l'Oggetto Immediato che sembra corrispondere al significato di Saussure. Infatti l'oggetto immediato nasce dal 'ritagliare' o dal mettere in rilievo alcune delle caratteristiche dell'oggetto dinamico, quindi dell'oggetto reale. Questo vuole dire che l'oggetto immediato ci dà dell'oggetto dinamico solo una prospettiva tra le tante possibili; nel segno quindi il representamen (significante) ritaglia o identifica attraverso l'oggetto immediato (significato) un particolare punto di vista sull'oggetto dinamico (referente).
L'aspetto più interessante del processo di semiosi come è stato pensato da Peirce consiste nel concetto di interpretante. L'interpretante di Peirce è infatti un ulteriore segno che sorge dal rapporto tra il representamen e l'oggetto immediato; come dire che un segno genera un altro segno attraverso un processo di interpretazione. Tale processo di generazione di un interpretante da un segno, e poi di un altro segno-interpretante successivo e così via, identifica un processo potenzialmente interminabile detto di semiosi illimitata. Quindi il concetto di segno o della semiosi in Peirce è triadico.
Il concetto di interpretazione è centrale nella prospettiva filosofica di Peirce e della sua concezione del pragmatismo. Peirce ritiene in sintesi che il processo cognitivo fondamentale nell'uomo sia il costante passaggio dalla condizione del dubbio a quello della credenza; o meglio, Peirce ritiene che il nostro rapporto con il mondo sia dettato dalla continua produzione di ipotesi riguardo al modo in cui possiamo superare una condizione di incertezza, o di dubbio cognitivo, e quindi riposare la nostra mente nella sicurezza della credenza. La credenza o "abitudine" (habit in inglese) può essere assimilata a un modello mentale, uno stereotipo o una concezione culturale stabilita, che ci permette di affrontare la realtà con un determinato successo. Quindi fondamentale per Peirce è la nostra capacità di produrre ipotesi o abduzioni riguardo al modo in cui vanno, o si ritiene debbano andare, le cose. Questa centralità delle modalità di pensiero per ipotesi deriva a Peirce dalla sua formazione scientifica. Infatti è la stessa logica del pensiero scientifico che prevede un costante e continuo processo di revisione e messa in discussione delle ipotesi di partenza di una teoria (il cosiddetto falsificazionismo di Karl Popper).

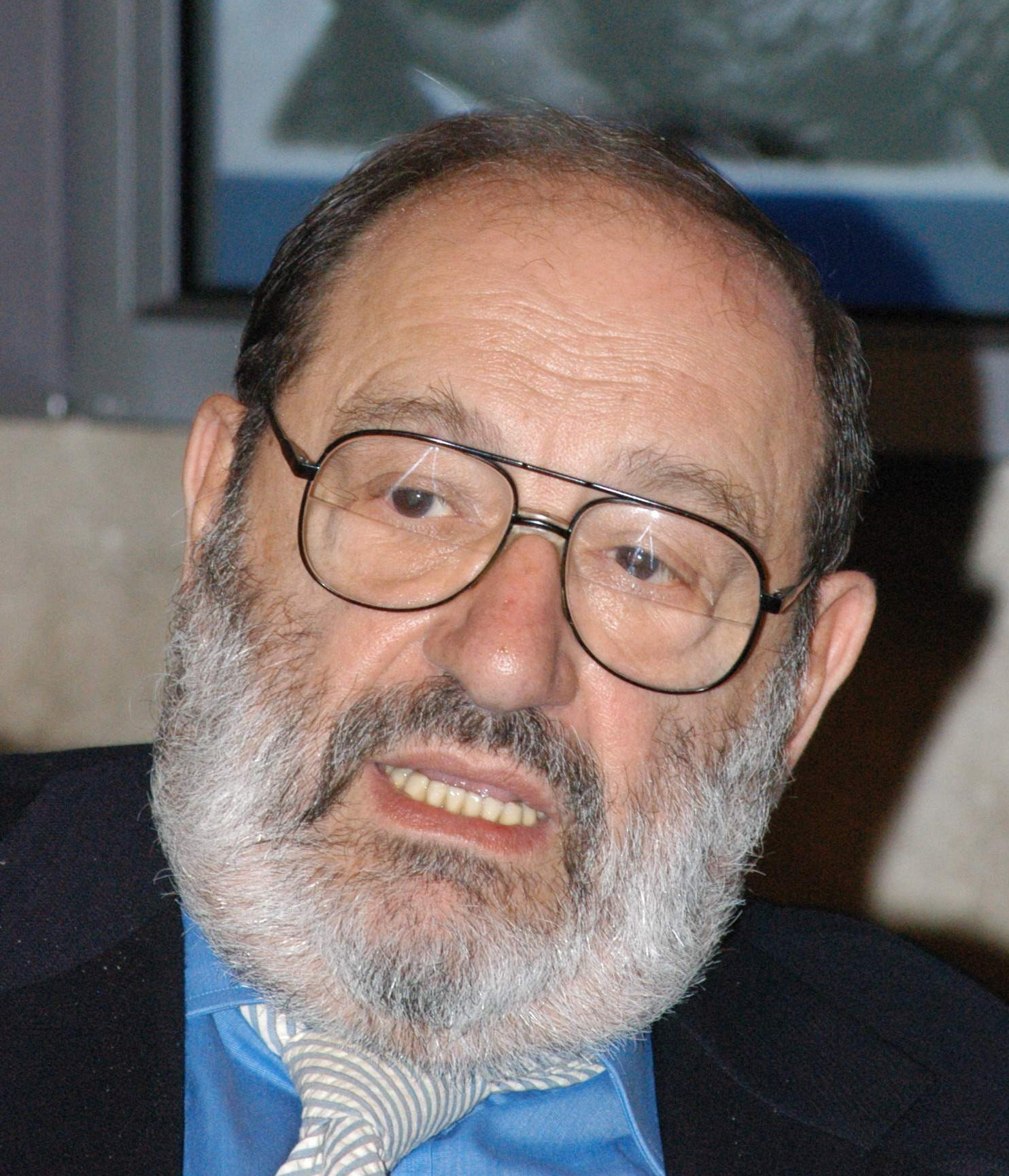
Umberto Eco

## La semiotica interpretativa
La prospettiva della semiotica estetologica o interpretativa di Umberto Eco muove dalla centralità del concetto di interpretazione formulato da Peirce in due direzioni: ridefinizione teorica ed epistemologica (conoscenza scientifica epistemologia) della semiotica; analisi della cultura e dei testi con particolare riferimento alla loro ricezione.
Eco è stato tra i primi critici della prospettiva strutturale 'ortodossa', mettendo in discussione che un testo sia la manifestazione di strutture ontologiche, significative di per sé e indipendentemente dalle letture che di esso si possano dare. Attaccherà dunque l'idea lévi-straussiana di considerare le 'strutture' che danno valore ai testi come entità realmente esistenti (strutturalismo ontologico), per attribuire a esse valore euristico e sempre provvisorio. Ha poi concretizzato le sue ricerche nella definizione di un paradigma teorico unificato per la semiotica nel Trattato di semiotica generale (1975). Ha così tentato l'innesto nella tradizione strutturalista (antipsicologista, non referenzialista) delle idee peirciane (generalità della nozione di segno, realismo semiotico). Ha insistito con l'analisi delle teorie semio-linguistiche giungendo alle fondamentali asserzioni sui limiti delle rappresentazioni semantiche. Ha poi indagato le relazioni tra semiotica e ricerche cognitive, recuperando molti problemi degli anni settanta e ottanta (iconismo, percezione e significato) e ponendoli in una luce nuova più attenta agli sviluppi contemporanei della psicologia cognitivista.
Fondamentale in Eco è quindi il problema dell'interpretazione (il che lega le sue riflessioni alla prospettiva più generale dell'ermeneutica). Eco muove dall'idea che l'analisi delle strutture del testo coincida con la ricerca delle sue potenziali strategie interpretative. Eco definisce il testo "una macchina pigra" in quanto ritiene che il senso di un testo sia determinato solo in parte dalle strutture o dai percorsi di senso potenziali costruiti dall'emittente, ma che un ruolo fondamentale venga svolto dal fruitore del testo senza il cui intervento il senso resterebbe lettera muta. Quindi la costruzione del senso di un testo si gioca nel processo dialettico che si attiva tra le strutture retorico-testuali e le strategie di interpretazione del lettore (principio della cooperazione interpretativa nei testi narrativi, v. Lector in fabula). Legata alla questione dell'interpretazione testuale – una delle questioni centrali del lavoro di Eco – è quella della individuazione dei limiti dell'interpretazione medesima. Fin dal 1962, in una fase pre-semiotica della sua ricerca, Eco si era occupato della questione della interpretazione dei testi; in Opera aperta veniva infatti elaborata un'estetica della ricezione testuale, in cui il ruolo del lettore era fortemente attivo e creativo nei confronti della definizione del senso del testo. In seguito Eco ha notevolmente ristretto la libertà del lettore o fruitore del testo, prima con la teoria già citata della cooperazione interpretativa tra testo e lettore, poi con una vera e propria definizione dei limiti dell'interpretazione. In sostanza, secondo Eco, si può definire propriamente interpretazione di un testo solo quella lettura che sia giustificata e comprovata dalle strutture testuali medesime; ogni lettura del testo che vada oltre tale giustificazione testuale dovrà essere definita un uso del testo medesimo e non avrà l'obbligo di essere coerente con il testo da cui deriva.
Altra questione centrale nella ricerca di Eco è il problema del significato. In sostanza Eco ha proposto un modello semantico a istruzioni in formato di enciclopedia. La metafora dell'enciclopedia serve a Eco per evidenziare la differente struttura interna del modello di sapere da lui utilizzata che si definisce come una rete di unità culturali tra loro interconnesse. Il modello a enciclopedia viene contrapposto a più rigidi modelli semantici a dizionario in cui ogni significato è semplicemente definito da una serie di unità minime tra loro interdefinite e autosufficienti (semantica strutturale). Ma il funzionamento del processo cognitivo che porta all'identificazione del significato è molto più aperto ed è legato all'attivazione di porzioni del sapere culturale complessivo in ragione delle esigenze contestuali. Il significato è infatti determinato dall'uso di concetti legati alla nostra generale esperienza o conoscenza del mondo, a stereotipi e strutture culturalmente predefinite che abbiamo appreso nel tempo e/o da altri testi (competenza intertestuale). La nozione di enciclopedia è quindi un postulato semiotico o ipotesi regolativa che non può essere descritta nella sua totalità, ma che può rendere ragione dei meccanismi di costruzione e negoziazione del senso nei diversi contesti comunicativi. Su questa concezione si basa anche la più recente produzione di Eco. In Kant e l'ornitorinco Eco cerca di individuare i processi cognitivi che stanno alle spalle della negoziazione culturale del senso. Secondo Eco posti di fronte a un nuovo fenomeno, attraverso un meccanismo di inferenza percettiva, noi ci costruiamo dei tipi cognitivi – "privati" o individuali – mentre sul piano dell'accordo comunicativo, quindi sul versante intersoggettivo e culturale, ci troviamo di fronte alla elaborazione di quello che Eco chiama contenuto nucleare, costituito dall'insieme delle diverse interpretazioni e concezioni dell'oggetto in uso. A queste competenze si può poi aggiungere una conoscenza più specifica e "professionale" propria solo di alcuni soggetti che Eco chiama contenuto molare.

## La semiotica generativa
Partendo da diversi presupposti la semiotica strutturale e generativa assume anche una diversa prospettiva riguardo al modo in cui si deve intendere la stessa analisi semiotica. Algirdas Julien Greimas ha definito un modello di analisi semiotica adattabile ai più svariati oggetti di ricerca. Prima di tutto secondo Greimas la narratività deve essere ritenuta il modello generale di organizzazione di ogni testo. Questo significa che ogni testo contiene al proprio interno una struttura basata su di uno sviluppo narrativo anche solo potenziale. In questa prospettiva al centro dell'attenzione dell'analisi non è più quindi il processo di interpretazione e i suoi meccanismi, ma la narratività e le sue strutture all'interno del testo.
Greimas parte da un "modello stratificato" del testo e delle sue strutture che deve rendere ragione a ogni livello dei suoi meccanismi di senso. Da questa concezione deriva la definizione di semiotica strutturale e generativa; infatti la struttura del testo viene intesa come costruita secondo piani tra loro collegati da un meccanismo di "espansione" da un livello inferiore più analitico e astratto verso livelli sempre più concreti e articolati. Da sottolineare il fatto che la generatività di tale percorso di strutturazione del testo non va assolutamente intesa in senso genetico: non si vuole dire che esistevano prima, nella mente del supposto autore, delle strutture astratte e semplici del senso, quasi un nucleo primario del testo, e che da queste si sia generato per espansione il testo di superficie, ma semplicemente che dal punto di vista dell'analisi le strutture di base o "profonde" devono essere la giustificazione della coerenza e della coesione delle strutture di superficie.
L'ipotesi è quindi che il senso si generi a partire da opposizioni semplici, astratte e profonde, e che queste possano essere ritenute il fondamento delle strutture di superficie del testo da noi di fatto fruibile. Il modello di Greimas prevede quindi l'ipotesi di un modello generativo costituito da due fondamentali dimensioni di base, una sintattica e l'altra semantica, la prima che regola gli aspetti di costruzione formale del senso del testo e l'altra i suoi aspetti di contenuto. La vera e propria stratificazione in livelli è invece poi basata sulla presenza di strutture profonde dette semio-narrative e di strutture più superficiali dette discorsive.

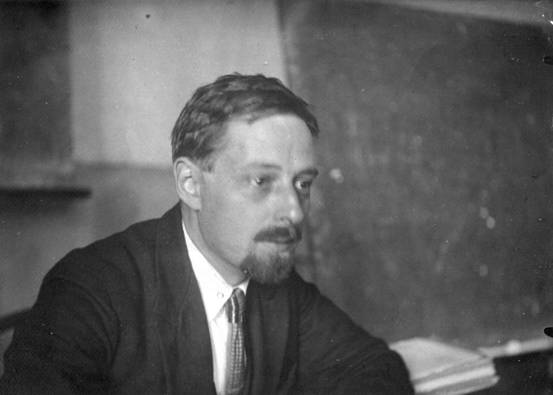
Vladimir Jakovlevic Propp

Importante nella costruzione del modello greimasiano è stato il riferimento all'opera dell'etnografo russo Vladimir Jakovlevic Propp Morfologia della fiaba pubblicato nel 1928. Propp, analizzando un corpus limitato di fiabe di magia russe aveva individuato una struttura ricorrente di trentuno funzioni narrative presenti in tutte le fiabe con varianti relative. Aveva inoltre individuato il ricorrere di sette sfere d'azione che caratterizzavano i ruoli di alcuni personaggi nelle fiabe in analisi. Dalle sfere d'azione Greimas elabora un modello più astratto delle funzioni svolte dai personaggi potenzialmente adattabile a ogni forma di narrazione. Chiama queste funzioni attanti e le identifica in tre coppie essenziali: soggetto/oggetto; destinante/destinatario; aiutante/opponente.
In sostanza, la teoria semiotica elaborata da Greimas ha l'intenzione di rendere conto di una semantica e di una grammatica che possano essere definite fondamentali. Così come i metalinguaggi, Greimas concepisce un sistema semiotico organizzato per livelli di profondità progressivi. Il passaggio da un livello all'altro avviene secondo la generatività: gli elementi più profondi generano gli elementi più superficiali ricorrendo a regole di conversione. Le strutture semio-narrative costituiscono il livello più profondo e dunque accolgono il livello elementare della significazione in cui si descrivono tutte le possibili articolazioni semantiche.
In ogni testo è quindi possibile individuare la figura di un Soggetto che intende conseguire un Oggetto di valore. Evidentemente nel racconto può presentarsi la figura di un Anti-soggetto che svolge un programma narrativo uguale ma contrario rispetto a quello del Soggetto per conseguire il medesimo Oggetto di valore. La valorizzazione dell'oggetto avviene attraverso l'intervento di un'ulteriore figura attanziale che è quella del Destinante che propone la motivazione all'azione del Soggetto; il Destinatario sarà poi la figura attanziale che sancisce il successo o l'insuccesso dell'azione dell'eroe-Soggetto. In questo meccanismo astratto si inseriscono le due figure attanziali dell'Aiutante che appoggia il Soggetto nel raggiungere il proprio obiettivo e dell'Opponente che cerca di inibire l'azione del Soggetto.
Questa vera e propria sintassi narrativa è completata dalla suddivisione del racconto in quattro momenti fondamentali: lo Schema narrativo canonico è diviso in quattro momenti essenziali: la manipolazione, in cui il Destinante investe il Soggetto di un compito; la competenza in cui il Soggetto assorbe le informazioni fondamentali per conseguire lo scopo; la performanza in cui il Soggetto di fatto agisce per conseguire il proprio Oggetto; e la sanzione in cui il Destinatario riconosce il successo o l'insuccesso del Soggetto.
Un ulteriore aspetto fondamentale del modello greimasiano deriva dagli studi da lui compiuti di semantica strutturale. Il tentativo di individuare un modello astratto della costruzione del significato di singoli lessemi attraverso la loro scomposizione in tratti elementari e primitivi (come era riuscita a fare la fonetica per il piano dell'espressione) ha portato Greimas a individuare anche all'interno di ogni testo un nucleo semantico fondamentale scomponibile in elementi in opposizione. Il concetto stesso di categoria semantica di Greimas è fondato sull'idea che si tratti sempre di una categoria oppositiva: il bianco senza il nero non è in sé dotato di senso. Ogni categoria semantica per essere esplorata e analizzata nei singoli contesti deve quindi essere pensata come una categoria oppositiva: ad esempio il maschile si oppone al femminile (contrari), allo stesso tempo si trova in relazione di contraddittorietà con il non-maschile (contraddittori), e di complementarità con il non-femminile (complementari). In sostanza ogni categoria semantica può essere rappresentata attraverso il modello grafico di un quadrato: il quadrato semiotico (derivato dal quadrato logico aristotelico o di Psello). Le relazioni tra i quattro vertici del quadrato definiscono poi i termini complessi: ad esempio se uomo e donna si collocano ai vertici rispettivi del maschile e del femminile, ciò che è maschile e femminile (l'asse dei contrari) allo stesso tempo definisce l'ermafroditismo; mentre sull'asse corrispondente dei sub-contrari del non-femminile e del non-maschile si trova la non-sessualità dell'angelo.

## La sociosemiotica
La cosiddetta sociosemiotica negli ultimi anni ha reso sempre più rilevante l'attenzione della disciplina nei confronti delle significazioni sociali. La sociosemiotica si interessa alla dimensione sociale della discorsività, vale a dire che intende partire dai testi e dalle loro strutture interne per individuarne le implicazioni sociali. Precursore in questa direzione è stato il semiologo francese Roland Barthes che per primo si era interessato ai discorsi sociali che venivano veicolati dai media di massa. 
L'idea che la società si rifletta nei testi, quasi osservandosi allo specchio, è uno dei concetti fondamentali di tale prospettiva (Eric Landowski). Così come il fatto che gli stessi testi o discorsi mediali siano spesso una sorta di terreno di incontro e/o di scontro al cui interno diversi soggetti sociali costruiscono i propri simulacri o avatar testuali. Lo studioso che si occupa di sociosemiotica ha a che fare con il costante ri-orientamento della disciplina in funzione del mutamento sociale. I modelli utilizzati da Eric Landowski possiedono infatti un carattere relazionale e dinamico in quanto oltre alla trasformazione della scena sociale il senso è prodotto e dunque può essere colto a livello interattanziale. Da un lato quindi deve essere posta attenzione al contesto: manipolazioni, strategie, atteggiamenti, negoziazioni, ecc.; dall'altro allo spazio cognitivo in cui anteriormente si vanno a progettare le mosse e le contro-mosse cui seguiranno i comportamenti sociali. Possiamo quindi ritenere che esista una sorta di sistema dei discorsi sociali che permette la circolazione dei testi e dei discorsi nell'universo semiotico in cui viviamo (la semiosfera di Juri Lotman 1922-1993). Quindi negli ultimi anni la semiotica si è sempre più occupata di analizzare diversi tipi di discorso sociale e mediale (giornalistico, scientifico, pubblicitario, religioso, economico, ecc.). In tale contesto va ricordato il lavoro fondamentale del francese Jean Marie Floch in particolare nel settore dell'analisi del discorso pubblicitario, del marketing, e della semiotica degli spazi e del design.

## Le aree di ricerca
A seguire viene fornito un elenco, sotto forma di una mappatura in fieri (quindi mai esaustiva e solo indicativa) di alcune aree di ricerca e sviluppo della riflessione semiotica collegate ai nomi di studiosi il cui contributo possa essere ritenuto rilevante per comprendere la disciplina:
- Semiotica interpretativa, semiotica del testo, semiotica narrativa
  - Umberto Eco
  - Roberto Pellerey
  - Valentina Pisanty
  - Maria Pia Pozzato
  - François Rastier
  - Patrizia Violi
  - Claudio Paolucci
- Semiotica generativa, sociosemiotica generativa
  - Algirdas Julien Greimas
  - Jacques Fontanille
  - Eric Landowski
  - Jean Marie Floch
  - Paolo Fabbri
- Semiotica della pubblicità e dei consumi
  - Laura Rolle
  - Guido Ferraro
- Biosemiotica e zoosemiotica
  - Felice Cimatti
  - Jesper Hoffmeyer
  - Kalevi Kull
  - Giorgio Prodi
  - Thomas Albert Sebeok
  - Carles Ribas
- Semiotica della cultura
  - Juri Lotman
  - Thomas Albert Sebeok
  - Peeter Torop
  - Boris Andreevič Uspenskij
- Semiotica della letteratura
  - Stefano Agosti
  - D'Arco Silvio Avalle
  - Marcello Pagnini
  - Michael Riffaterre
  - Cesare Segre
  - Gruppo μ
- Semiotica dell'arte, delle arti
  - Omar Calabrese
  - Dino Formaggio
  - Ugo Volli
- Semiotica del cinema
  - Gianfranco Bettetini
  - Francesco Casetti
  - Christian Metz
- Semiotica del teatro
  - Marco De Marinis
  - Franco Ruffini
- Semiotica del vino
  - Gianfranco Marrone
  - Massimo Vedovelli
  - Francesco Annibali
- Semiotica visuale
  - Roland Barthes
  - Algirdas J. Greimas
  - Gruppo μ
- Semiotica dei nuovi media e sviluppi recenti
  - Giovanna Cosenza
  - Gianfranco Marrone
  - Francesco Marsciani
  - János Sándor Petöfi (Testologia semiotica)
- Semiotica del cibo
- Semiotica della musica
  - Jean-Jacques Nattiez
  - Gino Stefani
- Etnosemiotica
- Antropologia semiotica
- Semiotica urbana (della città)
- Semiotica della pubblicità
- Semiotica delle religioni
  - Massimo Leone
- Semiotica giuridica
  - Bernard S. Jackson
  - Eric Landowski
  - Algirdas J. Greimas
  - Roberta Kevelson
  - Anne Wagner
- Semiotica della televisione
- Semiotica del fumetto
  - Daniele Barbieri
- Semiotica del gioco e dei videogiochi